# Scottie Pippen

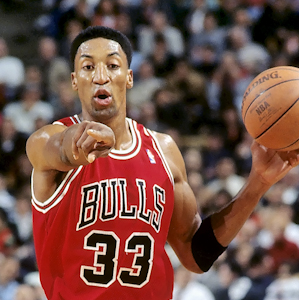
Pippen trong màu áo Chicago Bulls năm 1995

Scotty Maurice Pippen Sr. (sinh ngày 25 tháng 9 năm 1965), thường được gọi là Scottie Pippen, là cựu vận động viên bóng rổ chuyên nghiệp người Mỹ. Trong 17 năm thi đấu tại National Basketball Association (NBA), ông có được 6 chức vô địch trong màu áo Chicago Bulls. Pippen thường được coi là một trong những tiền đạo phụ (small forward) xuất sắc nhất mọi thời đại, và cùng Michael Jordan đã tạo nên bộ đôi quan trọng góp phần biến Bulls từ một đội bóng tầm trung trở thành ứng cử viên vô địch suốt một thập kỷ, từ đó phổ biển NBA với thế giới trong thập niên 1990.
Pippen là vận động viên duy nhất trong lịch sử 2 lần cùng giành chức vô địch NBA và Huy chương vàng Thế vận hội Mùa hè trong cùng một năm, đó là các năm 1992 và 1996. Ông là thành viên của "Dream Team" tại Thế vận hội Mùa hè 1992 thống trị giải đấu với điểm số cách biệt mỗi trận lên tới 44 điểm. Ông cũng là cầu thủ quan trọng vô địch giải đấu 4 năm sau đó với thế hệ của Karl Malone, John Stockton, Charles Barkley, David Robinson, cùng những gương mặt trẻ như Shaquille O'Neal, Anfernee "Penny" Hardaway và Grant Hill.
Ngày 13 tháng 8 năm 2010, Pippen vinh dự 2 lần được vinh danh tại Đại sảnh danh vọng Bóng rổ Naismith Memorial, một trong vai trò thành viên của "Dream Team", một dành cho sự nghiệp cá nhân. Bulls trước đó cũng đã treo vĩnh viễn số áo 33 của ông vào ngày 8 tháng 12 năm 2005. Trường Đại học Central Arkansas nơi ông từng theo học cũng treo số áo 33 vào ngày 21 tháng 1 năm 2010.
Pippen kết hôn cùng ngôi sao truyền hình Larsa Younan vào năm 1997. Họ có 4 người con, trong đó người con trai Scotty Pippen Jr. (sinh năm 2000) cũng là vận động viên bóng rổ chuyên nghiệp tại NBA.